# Dračí příběh
Dračí příběh (v anglickém originále Fire & Ice: The Dragon Chronicles, též vydáno jako The Dragon Chronicles: Fire & Ice) je rumunsko-americký fantastický televizní film z roku 2008, který natočil režisér Jean C. Comar. Hlavní postavou je princezna Luisa (Amy Acker), která vyhledá pomoc mladého bojovníka Gabriela (Tom Wisdom), aby společně ochránili království před drakem, který její zemi sužuje.

## Příběh
Království Carpia je malá mírumilovná země, které vládne král Augustin se svou manželkou Remini a rádcem Paxianem. Královský pár má jediného dědice, neohroženou princeznu Luisu, která jezdí na lovy s otcem namísto toho, aby sedávala na hradě s matkou a čekala na vdavky. Jednoho dne však zemi napadne ohnivý drak, který se objevil naposledy před 20 lety a jehož útoky se opakují po mnoho dalších týdnů. Během tří měsíců tak zůstane království v troskách. Augustin dostane nabídku od krále Quiloka, že Carpii a jejímu lidu pomůže, ovšem musí se mu podrobit. Augustin bere nabídku jako vydírání, i když v případě nutnosti by byl nakonec ochoten ji přijmout, aby zachránil svůj lid.
Další možností je vyhnaný rytíř Alodor, který kdysi jako jediný zabil draka. Luisa se proto vydá jej najít. V Izmském lese ji před nebezpečnými místními lidmi zachrání Sangimel, který ji seznámí s mladým Gabrielem, synem již nežijícího Alodora a zároveň svým chráněncem, se nímž se v lesích skrývá. Princezna mladíka, který nemá s královstvími dobrý vztah, nakonec přemluví a společně všichni tři dorazí do Carpie. Gabriel zažene útočícího draka pomocí Sangimelova vynálezu a díky tomu jim král nabídne, i přes Paxianovu neochotu, práci a odměnu – zabití draka a pasování Gabriela na rytíře. Sangimel zároveň vysvětlí, že Quilok musí mít na svém hradě tzv. drakon, dračí vejce, které ho chrání před útoky. Samotného draka však člověk nedokáže zabít, proto musí najít jiného draka – ledového.
Gabriel se se Sangimelem vydá na výpravu, potají je však sleduje Luisa, která se k nim nakonec přidá. Sangimel vyrazí sám do hor, kde má za úkol z ledu vysvobodit ledového draka. Gabriel s Luisou mezitím zamíří ke Quilokovu hradu. Princezna musí počkat venku, zatímco mladík se dostane dovnitř a z vrcholu věže ukradne drakon. Luisu mezitím zajme Paxian s vojáky, který ji prozradí, že se spojil s Quilokem, aby mohli zničit Augustina a ve svém plánu využili ohnivého draka, kterého vzbudili. Gabriel jí však včas pomůže, Paxian ale zmizí. Ledový drak, osvobozený Sangimelem, je přitahován drakonem a Gabriel ho schválně navede k ohnivému drakovi, takže se oba tvorové ve vzduchu střetnou. Sangimel se opět setká s Gabrielem a Luisou a nakonec se obětuje při souboji s ledovým drakem, aby mohla princezna s mladíkem utéct zpět do Carpie.
Na hradě řekne Luisa otci, že Paxian je zrádce a Augustin se rozhodne, že se mu sám postaví. Krále ovšem zabije přímo Quilok, který stále chce převzít vládu nad jeho královstvím. V souboji draků skutečně mezitím zvítězí ledový, zatímco ohnivý zahyne. Quilok se svěří Paxianovi, že svůj trůn od otce získal jen díky tomu, že je jeho synem, neboť rytíř Alodor, Gabrielův otec, jenž mu sloužil, byl mnohem schopnější. Toho proto po převzetí trůnu vypudil. Pověří Paxiana, aby společně s rytířem Pontierem zabil Gabriela a získal tak drakon. Gabriel se mezitím připravuje na souboj s drakem, který zpustošil zbytek království. Pontiero, kdysi sloužící pod Alodorem, se se svými rytíři přidá ke Gabrielovi, který je jedinou možností, jak stvůru zabít. Zamíří k solným dolům, kam vylákají i draka. Mladík vyleze na horu a uprostřed dolu odpálí pomocí Sangimelovy výbušniny draka i s drakonem. Královna Remini mezitím zabije na svém hradě Quiloka a Paxian je zabit lidmi v Izmském lese. Gabriel, který se sblížil s princeznou Luisou, je královnou pasován na rytíře, jenž přijme do svých služeb i Pontiera. Pod vládou Remini byla zahájena obnova obou království.

## Obsazení
- Amy Acker (český dabing: Jolana Smyčková) jako princezna Luisa
- Tom Wisdom (český dabing: Kryštof Hádek) jako Gabriel
- John Rhys-Davies (český dabing: Milan Slepička) jako Sangimel
- Arnold Vosloo (český dabing: Zbyšek Horák) jako král Augustin
- Răzvan Vasilescu (český dabing: Bedřich Šetena) jako Paxian Ru
- Oana Pellea (český dabing: Zuzana Hykyšová) jako královna Remini
- Cabral Ibacka (český dabing: Petr Gelnar) jako rytíř Pontiero
- Ovidiu Niculescu (český dabing: Libor Terš) jako král Quilok
- Loredana Groza (český dabing: Lucie Kožinová) jako Lila

## Produkce
Snímek natočil francouzský režisér Jean C. Comar, rozpočet činil 3 miliony dolarů. Natáčení proběhlo během čtyř týdnů v listopadu a prosinci 2007 v Rumunsku ve studiích ve městě Buftea. Jednalo se o první film rumunské společnosti MediaPro Pictures produkovaný pro americký trh a také první rumunský snímek, který využil CGI. Kromě tří protagonistů ztvárnili ostatní role rumunští herci. V postprodukci vyrobil tým 41 osob během osmi měsíců celkem 532 záběrů vizuálních efektů.

## Vydání
Film Dračí příběh byl premiérově vysílán v USA na stanici Sci Fi dne 18. října 2008. V Česku byl snímek poprvé odvysílán 20. srpna 2009 televizí Nova.
Na DVD byl film vydán nejprve v Rumunsku (Fire & Ice: Cronica Dragonilor) dne 23. ledna 2009, mezinárodní verze vyšla o několik měsíců později, 7. září 2009.

## Přijetí
Režisér Jean C. Comar popsal film jako „příběh o lásce mezi princeznou a lovcem draků“ a také jako „moderní pohádku, ve které princezna hledá rytíře, který zachrání království“.
Podle kritiky jde o slušný, ale neoriginální dobrodružný akční příběh s převahou archetypálních postav a řadou klišé žánru fantasy. Vytýkány byly průměrné, nepřesvědčivé televizní efekty a kostýmy, špatné herectví (zejména Toma Wisdoma, pochváleni byli naopak John Rhys-Davies a Arnold Vosloo). Snímku rovněž chybí složky, jako je uvěřitelný a hezký hlavní hrdina, realistické akční sekvence, či vzrušující finále s draky. Vzhled draků někteří recenzenti kritizovali („vypadají jako trnuchy“), jiným připadal originální. Ve scénáři se však dle kritiky také nacházely logické mezery a kvalitě nepomohly ani strojené dialogy.